# Gunta Stölzl
Gunta Stölzl (ur. 5 marca 1897 w Monachium, zm. 22 kwietnia 1983 w Zurychu) – niemiecka artystka, która odegrała kluczową rolę w tworzeniu warsztatu tkackiego na Bauhausie i jedyna kobieta, która została na tej uczelni kierownikiem warsztatu.

## Życiorys

### Studia
W latach 1914–1916 studiowała malarstwo dekoracyjne, malarstwo na szkle, ceramikę i historię sztuki w monachijskiej Szkole Rzemiosł Artystycznych (niem. Königliche Kunstgewerbeschule München). Następnie przez dwa lata była pielęgniarką Czerwonego Krzyża podczas I wojny światowej. Po wojnie na krótko powróciła do pierwotnych studiów, po czym zaczęła naukę w 1919 roku na uczelni Bauhaus w Weimarze; należała do pierwszego rocznika studentów.
Stölzl zaczęła studiować tkactwo ze względu na ograniczenia wprowadzane dla kobiet na uczelni. Choć założyciel Bauhausu i jego pierwszy dyrektor, Walter Gropius deklarował: „żadnych różnic między piękną i silną płcią” i na pierwszy rok studiów zgłosiło się więcej kobiet niż mężczyzn, w rzeczywistości praca kobiety była postrzegana jako rękodzielnicza i mniej istotna; w rezultacie studentki miały ograniczone możliwości pracy w różnych pracowniach. Po przekrojowym kursie wstępnym większość studentek trafiało do warsztatu tkackiego, który był uznany za sferę kobiet. Dlatego z początku Stölzl nie była zadowolona z przydziału, jednak zaczęła doceniać tkactwo i szybko stała się jedną z postaci, które kształtowały działalność i przyszłość warsztatu.
Ponieważ kierownik warsztatu w Bauhausie Georg Muche (1895–1987) nie był zainteresowany techniczną stroną tkactwa, pierwsze studentki same musiały nauczyć się obsługi krosna metodą prób i błędów. Od 1922 roku Stölzl z Benitą Otte douczały się tkactwa i farbiarstwa w Krefeld; nabytą wiedzę przekazywały innym w Bauhausie. 

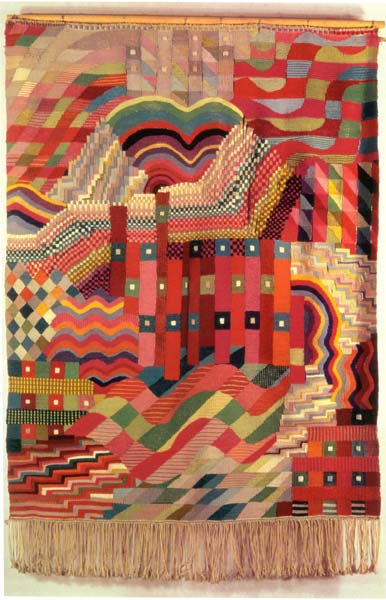
Tapiseria Gunty Stölzl

### Inspiracje
Pierwszym mistrzem, który uczył Stölzl na kursie wstępnym i w dalszych latach, był szwajcarski pedagog Johannes Itten (1888–1967). Zaszczepił on w studentce zainteresowanie barwami pierwotnymi i fakturą tkanin, które widać w wielu jej późniejszych pracach. Gdy Itten opuścił uczelnię w 1924 roku, Stölzl dołączyła do niego w Szwajcarii na niecały rok: Itten zlecił jej założenie warsztatu tkackiego w Herrlibergu, współpracowali także przy rozwoju farbiarni. Drugim wykładowcą, który wywarł duży wpływ na Stölzl, był niemiecki malarz Paul Klee (1879–1940), który podkreślał znaczenie rytmu, dynamiki i głębi w tkactwie, porównując je do muzyki.

### Praca w Bauhausie
W 1924 roku Stölzl wróciła ze Szwajcarii i zaczęła prowadzić warsztat tkacki w Bauhausie. Jej współpraca z Georgiem Muche, który nadal był kierownikiem tkactwa, nie układała się. Studentki tkactwa nie były zadowolone z braku zainteresowania Muche stroną techniczną tkania i po przenosinach szkoły do Dessau, zaczęły żądać zmiany kierownictwa. W 1927 roku, gdy Muche odszedł z uczelni, Stölzl przejęła oficjalnie kierownictwo, choć już od dawna podejmowała większość decyzji w warsztacie. Rok później, wraz z innymi członkami Bauhausu, wyjechała w podróż do Moskwy, by uczestniczyć w zajęciach na Wchutiemas. Pod kierownictwem nowego dyrektora Bauhausu, Hannesa Meyera, w pracowni nastąpił zwrot ku wzornictwu przemysłowemu, choć Stölzl nalegała na ręcznie robione prototypy. Dzięki projektom tkanin, które znalazły zastosowanie w masowej produkcji, warsztat przynosił największe dochody uczelni, która zaczęła mieć problemy finansowe. Jednocześnie Stölzl ceniła eksperymenty, a w pracowni testowano właściwości nowych materiałów, takich jak tkaniny syntetyczne i celofan. Ze względu na polityczne naciski (jej mąż był Żydem), w 1931 roku Stölzl opuściła Bauhaus i wyjechała do Szwajcarii.

### Wyjazd do Szwajcarii
W Zurychu założyła pracownię tkacką wraz z byłymi studentami Bauhausu Gertrudą Preiswerk i Heinrich-Otto Hürlimannem. Gdy ze względów finansowych zamknięto warsztat, w 1937 roku Stölzl założyła własną firmę: Handweberei Flora, którą prowadziła przez następne 30 lat. We własnej działalności powróciła do ręcznego tkania.
W 1937 roku otrzymała nagrodę Diplôme Commémoratif – Exposition Internationale des Arts et des Techniques za prace wystawione na Wystawie Światowej w Paryżu. 

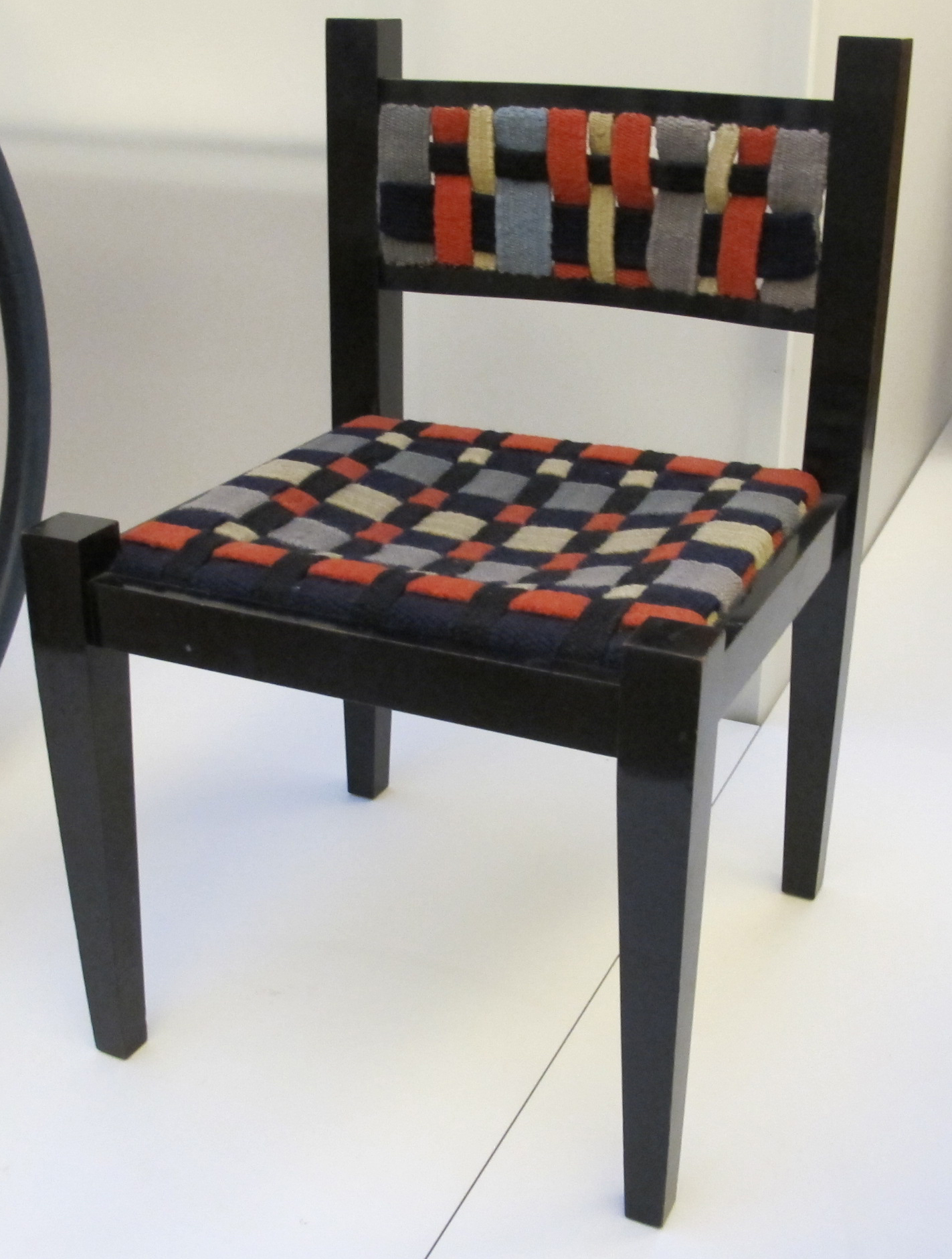
Krzesło Marcela Breuera z tkaniną Gunty Stölzl

### Życie prywatne
W 1929 roku Stölzl wyszła za mąż za architekta Arjego Szarona, studenta Bauhausu; w tym samym roku urodziła pierwszą córkę, Yael. Ze względu na pochodzenie męża, musiała opuścić Bauhaus w 1931 roku. W 1936 roku małżeństwo się rozwiodło. W 1942 roku Stölzl wyszła ponownie za mąż za szwajcarskiego pisarza Willy'ego Stadlera i dostała szwajcarskie obywatelstwo. Rok później urodziła drugą córkę, Monikę Agnes.

## Twórczość
Praktykę twórczą Stölzl cechowały wrażliwość na faktury tkanin i łączenie żywych kolorów; mottem artystki była oryginalność i szczerość projektu. Wraz z Anni Albers odmieniła tkactwo poprzez odrzucenie dziewiętnastowiecznej tematyki, wprowadzenie nowych materiałów i podkreślenie osnowy i wątku tkaniny. 
Współpracowała z Marcelem Breuerem przy tworzeniu mebli, w tym Afrykańskiego Krzesła (niem. Afrikanischer Stuhl) (1921) – jej rolą w procesie był projekt i utkanie materiału obiciowego. 
W 1923 roku zaprojektowała dywany i niektóre inne tkaniny do pierwszej wystawy Bauhausu, czyli eksperymentalnego domu Haus am Horn w Weimarze. Jej prace znajdują się m.in. w kolekcjach Bauhaus Archiv, Museum of Modern Art, Metropolitan Museum of Art i Muzeum Wiktorii i Alberta.

### Wybrane wystawy
- 1968: 50 Jahre Bauhaus – objazdowa wystawa zbiorowa[1]
- 1990: Gunta Stölzl and Anni Albers – Museum of Modern Art, Nowy Jork (wspólna wystawa Stölzl i Albers)[10]
- 2009-2010: Bauhaus 1919–1933: Workshops for Modernity – Museum of Modern Art, Nowy Jork (wystawa zbiorowa)[11]
- 2013: Bauhaus Textiles – Metropolitan Museum of Art, Nowy Jork (wystawa zbiorowa)[12]
- 2017: Gunta Stölzl – Ein Leben für die Weberei Heinrich – Heinrich-Neuy-Bauhaus-Museum, Steinfurt[13]